# Robin Wilson (mathématicien)
Pour les articles homonymes, voir Wilson et Robin Wilson.
Robin James Wilson (né le 5 décembre 1943) est un mathématicien et historien des mathématiques britannique, professeur émérite au département de mathématiques de l'Open University. Il est le fils de Harold Wilson, ancien premier ministre du Royaume-Uni.

## Enfance et formation
Wilson est né en 1943, il est le fils de Harold Wilson (1916–1995), ancien premier ministre du Royaume-Uni, et de son épouse Mary (née Baldwin). Il a un frère cadet, Giles, qui dans la cinquantaine a abandonné une carrière d'enseignant pour devenir conducteur de train. Wilson a fréquenté l'University College School (en) à Hampstead, au nord de Londres. Il a obtenu un bachelor spécialisé en mathématiques du Balliol College de l'université d'Oxford, une maîtrise de l'université de Pennsylvanie, un doctorat de l'université de Pennsylvanie (1965-1968) sous la direction de Nesmith Ankeny (en) avec une thèse en théorie des nombres intitulée « An extension of the large sieve to algebraic number fields ».
Il est également titulaire d'un bachelor spécialisé en sciences humaines avec musique de l'Open University. Dans un entretien au Guardian en 2008, Wilson a parlé du fait qu'il a grandi connu de tout le monde principalement en tant que fils du chef du Parti travailliste et Premier ministre Harold Wilson : « Je détestais l'attention et je n'aime toujours être présenté comme le fils de Harold Wilson. Je me sens mal à l'aise d'en parler à des étrangers, même maintenant. »

## Carrière
Robin Wilson est professeur émérite au département de mathématiques de l'Open University, après avoir été chef du département de mathématiques pures et doyen de la faculté. Il était chargé de cours au Pembroke College d'Oxford et, depuis 2006, Professeur de géométrie au Gresham College de Londres, où il a également été professeur invité. À l'occasion, il enseigne au Colorado College aux États-Unis.

## Travaux en mathématiques
Les intérêts académiques de Wilson résident dans la théorie des graphes, en particulier dans les problèmes de coloration, par exemple le théorème des quatre couleurs, et les propriétés algébriques des graphes. Il fait également des recherches sur l'histoire des mathématiques, en particulier les mathématiques britanniques et les mathématiques au XVIIe siècle et de la période 1860 à 1940 et l'histoire de la théorie des graphes et de la combinatoire. Il s'est intéressé particulièrement à Isaac Newton et August Ferdinand Möbius.
En juillet 2008, il a publié une étude des travaux mathématiques de Lewis Carroll, le créateur d' Les Aventures d'Alice au pays des merveilles et De l'autre côté du miroir - Lewis Carroll in Numberland: His Fantastical Mathematical Logical Life (Allen Lane, 2008.  (ISBN 978-0-7139-9757-6)). De janvier 1999 à septembre 2003, Wilson a été rédacteur en chef du bulletin de la Société mathématique européenne. Il est président de la Société britannique d'histoire des mathématiques.

## Prix et distinctions
En 1974, il a remporté le prix Lester R. Ford de la Mathematical Association of America pour son article exposant An introduction to matroid theory,. En raison de sa collaboration sur un article de 1977 avec le mathématicien hongrois Paul Erdős, Wilson a un nombre d'Erdős de 1. 
En 2005 il est lauréat du prix Pólya de la Mathematical Association of America pour son article co-écrit avec Brian Hopkins, The Truth About Königsberg.
En 2017 il reçoit la médaille Stanton de l'Institut de combinatoire et ses applications.

## Autres intérêts
Il s'intéresse beaucoup à la musique, notamment aux opéras de Gilbert et Sullivan, et est le co-auteur (avec Frederic Lloyd (en)) de Gilbert et Sullivan: The Official D'Oyly Carte Picture History. En 2007, il était invité sur Private Passions (en), le programme de discussion de musique biographique sur BBC Radio 3.  

## Vie privée
Wilson est marié; le couple a deux filles.  

## Publications
Wilson a écrit ou édité une trentaine de livres, dont des livres populaires sur le sudoku et le théorème des quatre couleurs : 
- The Turing Guide (en) (avec Jack Copeland, Jonathan Bowen, Mark Sprevak, et al. ), Oxford University Press, 2017,  (ISBN 978-0198747826) (relié),  (ISBN 978-0198747833) (livre de poche)[17].
- Combinatorics: A Very Short Introduction, Oxford University Press, 2016,  (ISBN 978-0-19-872349-3).
- Combinatorics: Ancient & Modern (avec John Watkins), Oxford University Press, 2013,  (ISBN 0-19-965659-2).
- Raymond Flood (dir.), Adrian Rice (dir.) et Robin Wilson (dir.), Mathematics in Victorian Britain, OUP, 2011, 466 p. (ISBN 978-0-19-960139-4, présentation en ligne)
- The Great Mathematicians (avec Raymond Flood), Arcturus Publishing Ltd, 2011,  (ISBN 1-84837-902-1).
- avec Marlow Anderson et Victor J. Katz : Who gave you the epsilon? and other tales of mathematical history, MAA 2009 (suite du recueil d'essais sur l'histoire des mathématiques du journal MAA; contribution de Katz: The history of Stokes' theorem) [18]
- Lewis Carroll in Numberland: His Fantastical Mathematical Logical Life, Allen Lane, 2008,  (ISBN 978-0-7139-9757-6).
- Hidden Word Sudoku, Infinite Ideas Limited 2005,  (ISBN 1-904902-74-X).
- How to Solve Sudoku, Infinite Ideas Limited 2005,  (ISBN 1-904902-62-6).
- Sherlock Holmes in Babylon and Other Tales of Mathematical History (co-édité avec Marlow Anderson et Victor J. Katz), The Mathematical Association of America, 2004,  (ISBN 0-88385-546-1).
- Mathematics and Music: From Pythagoras to Fractals (co-édité avec John Fauvel & Raymond Flood), Oxford University Press, 2003,  (ISBN 0-19-851187-6).
- (en) Robin J. Wilson, Four Colours Suffice : How the Map Problem was Solved, Penguin, 2003, 262 p. (ISBN 978-0-14-100908-7).
- Four Colours Suffice: How the Map Problem Was Solved, Allen Lane (Penguin), 2002,  (ISBN 0-7139-9670-6).
- (en) Robin J. Wilson, Stamping through mathematics, New York, Springer, 2001, 126 p. (ISBN 978-0-387-98949-5, OCLC 45270375, lire en ligne) .
- (en) John Fauvel, Raymond Flood et Robin J. Wilson, Oxford Figures : 800 Years of the Mathematical Sciences, Oxford, Oxford University Press, 2000, 296 p. (ISBN 0-19-852309-2), p. 121-122.
- Graphs and Applications: An Introductory Approach (avec Joan Aldous), Springer, 2000,  (ISBN 1-85233-259-X).
- Mathematical Conversations: Selections from the Mathematical Intelligencer (avec Jeremy Gray), Springer, 2000:  (ISBN 0-387-98686-3).
- An Atlas of Graphs (avec Ronald C. Read), Oxford: Clarendon Press, 1998,  (ISBN 0-19-853289-X) (édition de poche, 2002:  (ISBN 0-19-852650-4)).
- Möbius and his band - Mathematics and Astronomy in 19. century germany (avec Raymond Flood), Oxford University Press 1993.
- Let Newton be!, éd. par John Fauvel, Raymond Flood, Michael Shortland et Robin Wilson, Oxford University Press , 1989.
- Graph Theory 1736–1936 (avec Norman L. Biggs (en) et Keith Lloyd), Oxford: Clarendon Press, 1976,  (ISBN 0-19-853901-0).
- (en) Joan M. Aldous et Robin J. Wilson, Graphs and Applications : an Introductory Approach, Springer-Verlag, 2000, 444 p. (ISBN 978-1-85233-259-4, lire en ligne).